# Alopecurus carolinianus
Alopecurus carolinianus är en gräsart som beskrevs av Thomas Walter. Alopecurus carolinianus ingår i släktet kavlen, och familjen gräs. Inga underarter finns listade i Catalogue of Life.

## Bildgalleri

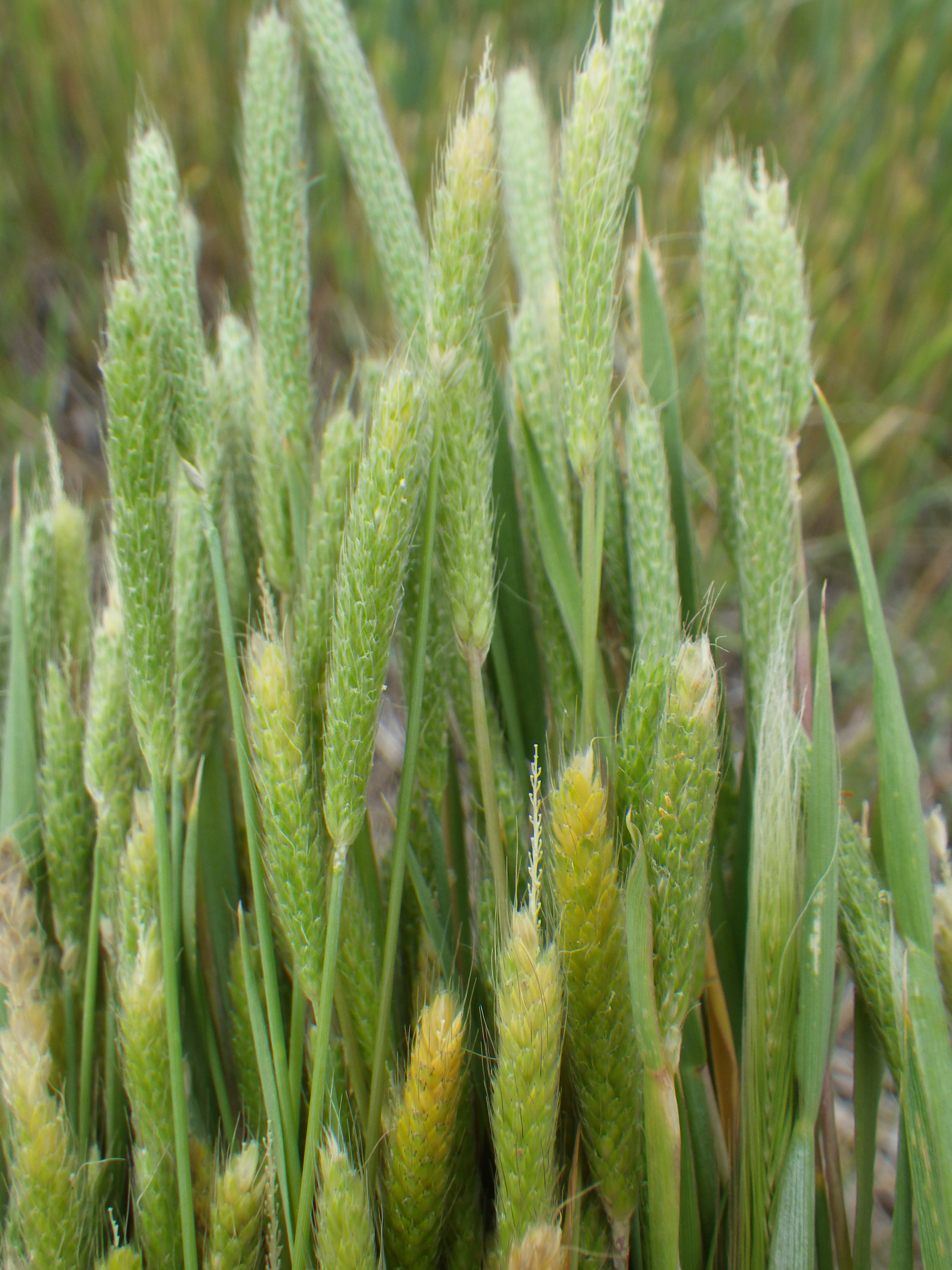
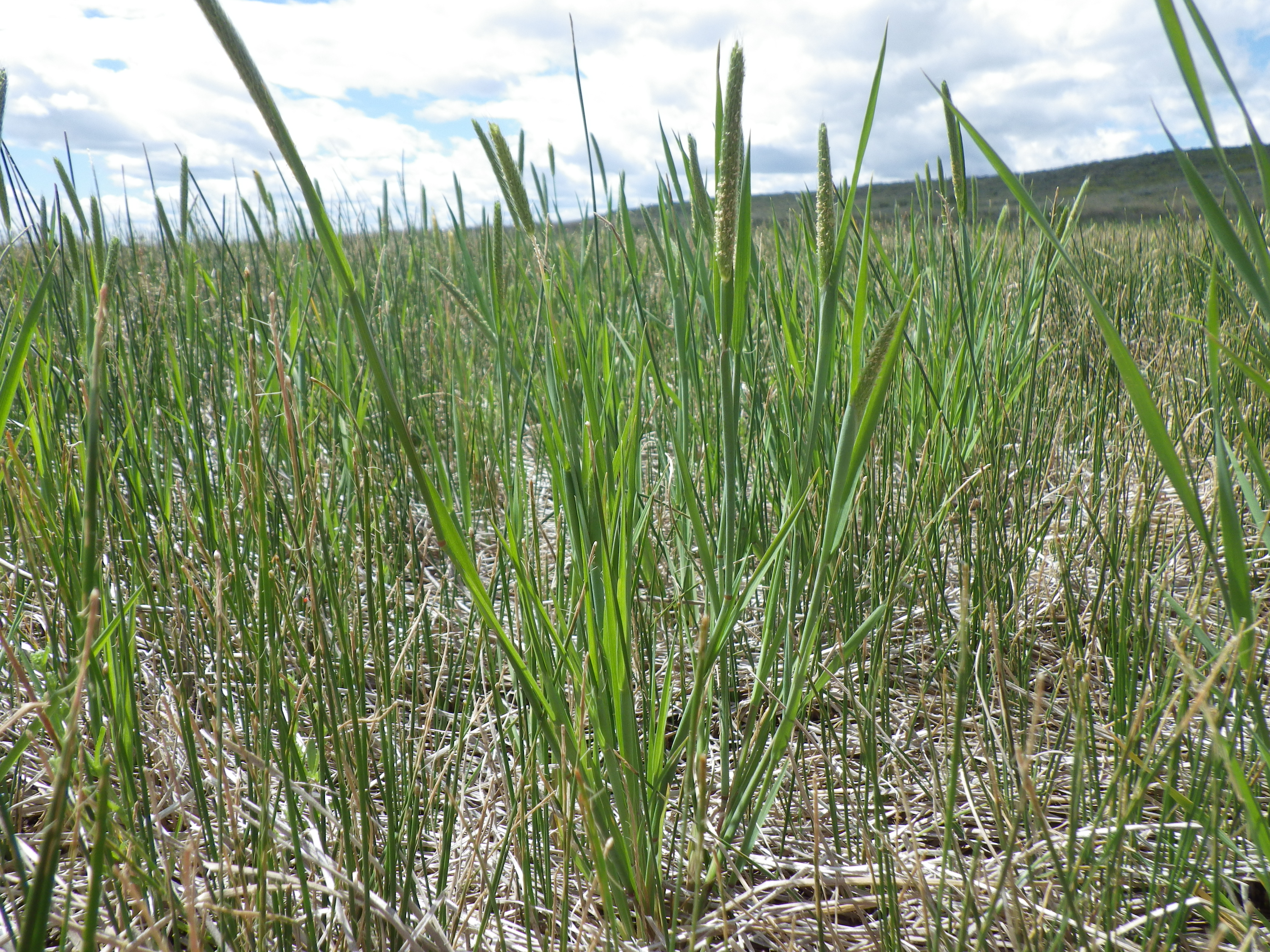
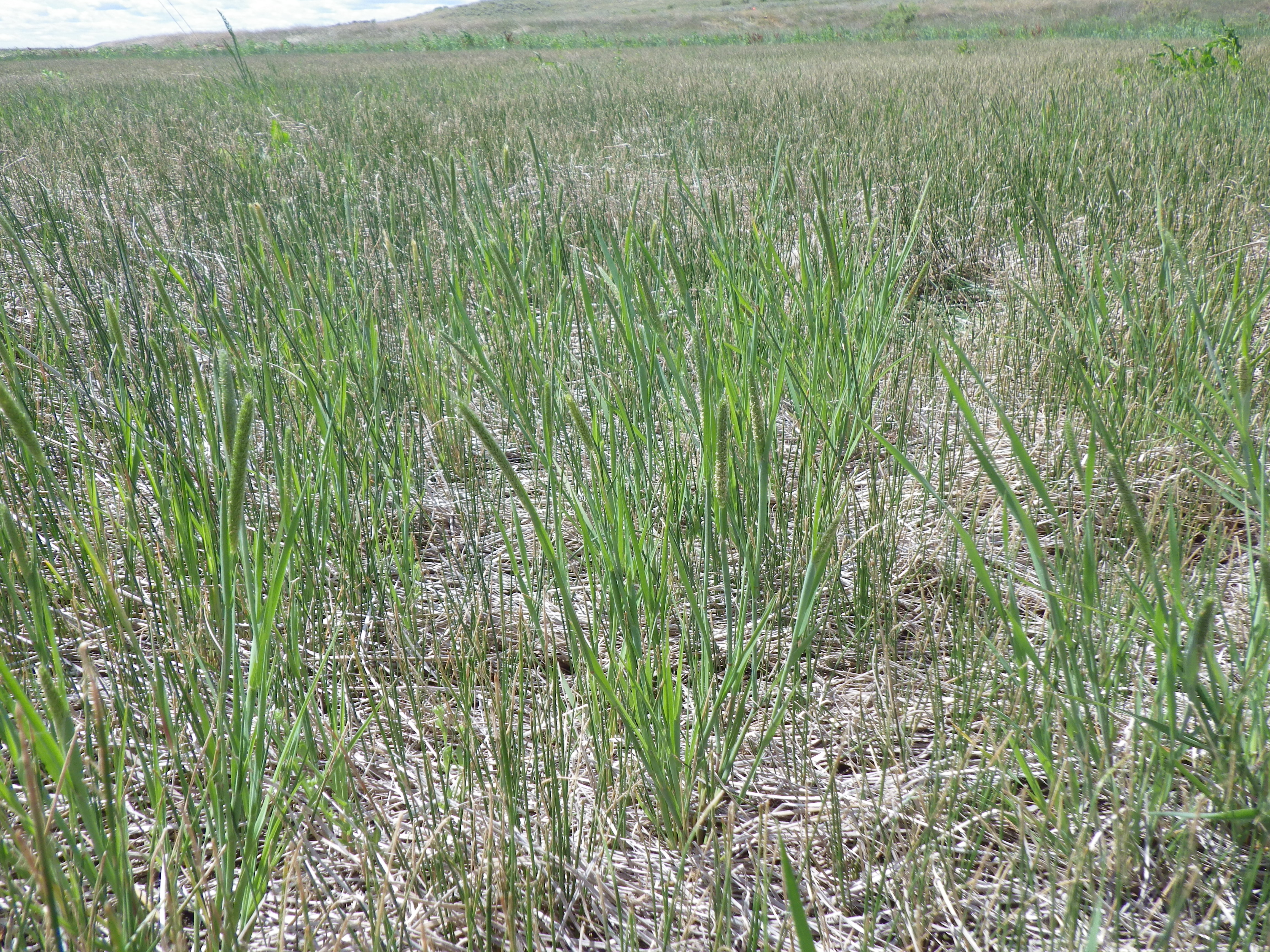
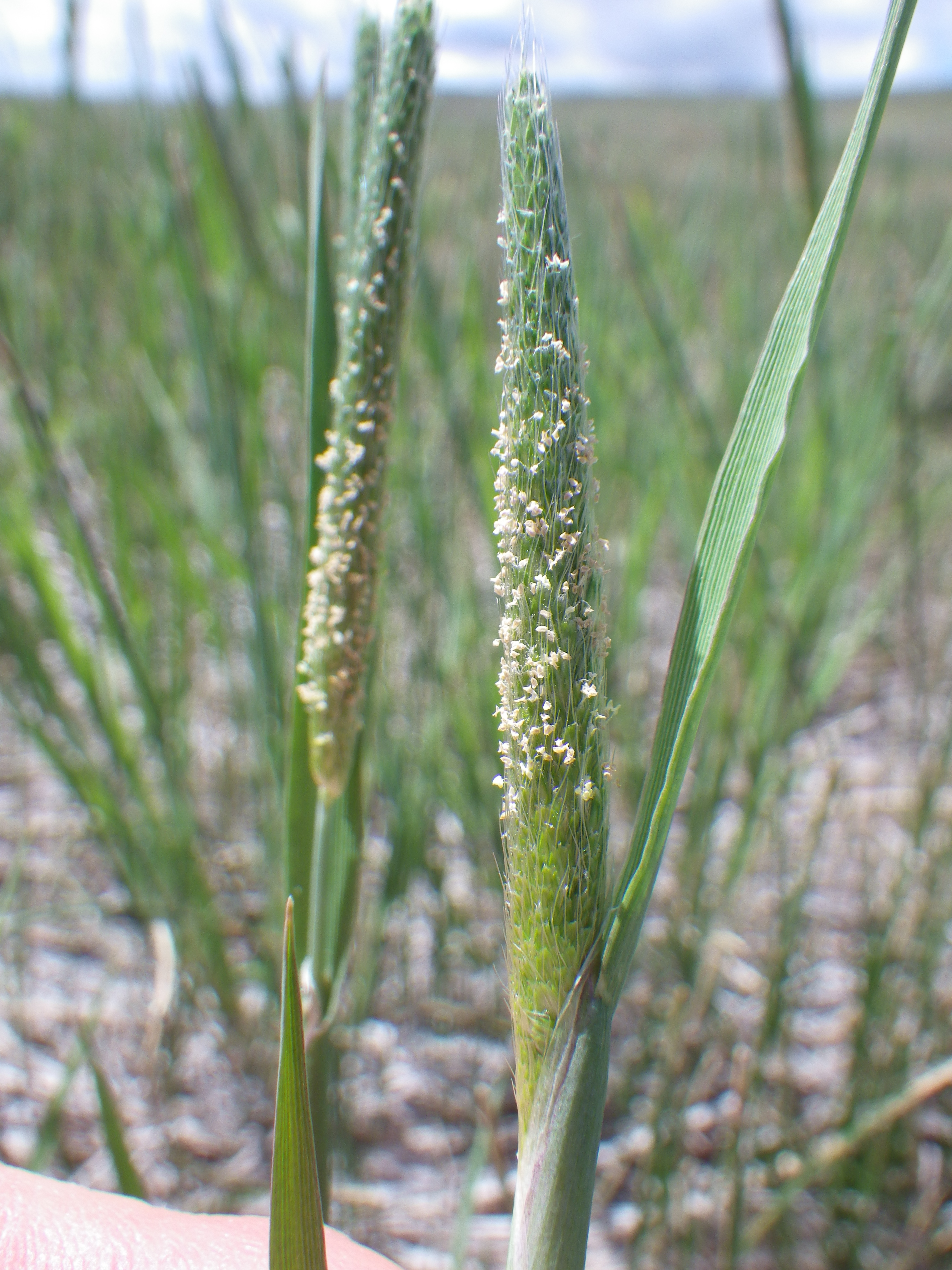